# Avenida de Salamanca (Alicante)
La avenida de Salamanca es una avenida de la ciudad española de Alicante, que se prolonga de sur-norte y sirve de límite entre los barrios de San Blas, al oeste; Ensanche Diputación, al sureste; y Mercado al noreste. Debe su nombre al aristócrata empresario José de Salamanca y Mayol, quien financió la línea de ferrocarril entre Madrid y Alicante.

## Descripción
La avenida se articula alrededor de la estación de ferrocarril de Alicante, sirviendo como su conexión por carretera, además de servir de cinturón exterior del centro de la ciudad. Se trata de una gran avenida urbana, con varios carriles en ambas direcciones, que se reducen a dos en el tronco superior. El extremo sur entronca con la Glorieta de la Estrella, la Avenida Aguilera y la avenida de Óscar Esplá; una pequeña rotonda interior también permite acceder a la avenida de la Estación. Por el extremo norte se accede a las calles del barrio de San Blas y a la avenida de Benito Pérez Galdós. La avenida fue reformada a finales del año 2011.
Se trata de una vía eminentemente de travesía, en la que se encuentran la estación de ferrocarril de Alicante, una de las oficinas principales de Correos de la ciudad, la sede de la Seguridad Social y un salón de actos ligado al sindicato Comisiones Obreras, en el que se realizan diversos actos cívicos y formativos.

## Transporte público
- Autobús: 04, 05, 06, 09, 12, C6
- Estación de Alicante Terminal
- Taxis: en la estación de ferrocarril.